# Gunnar Arpi

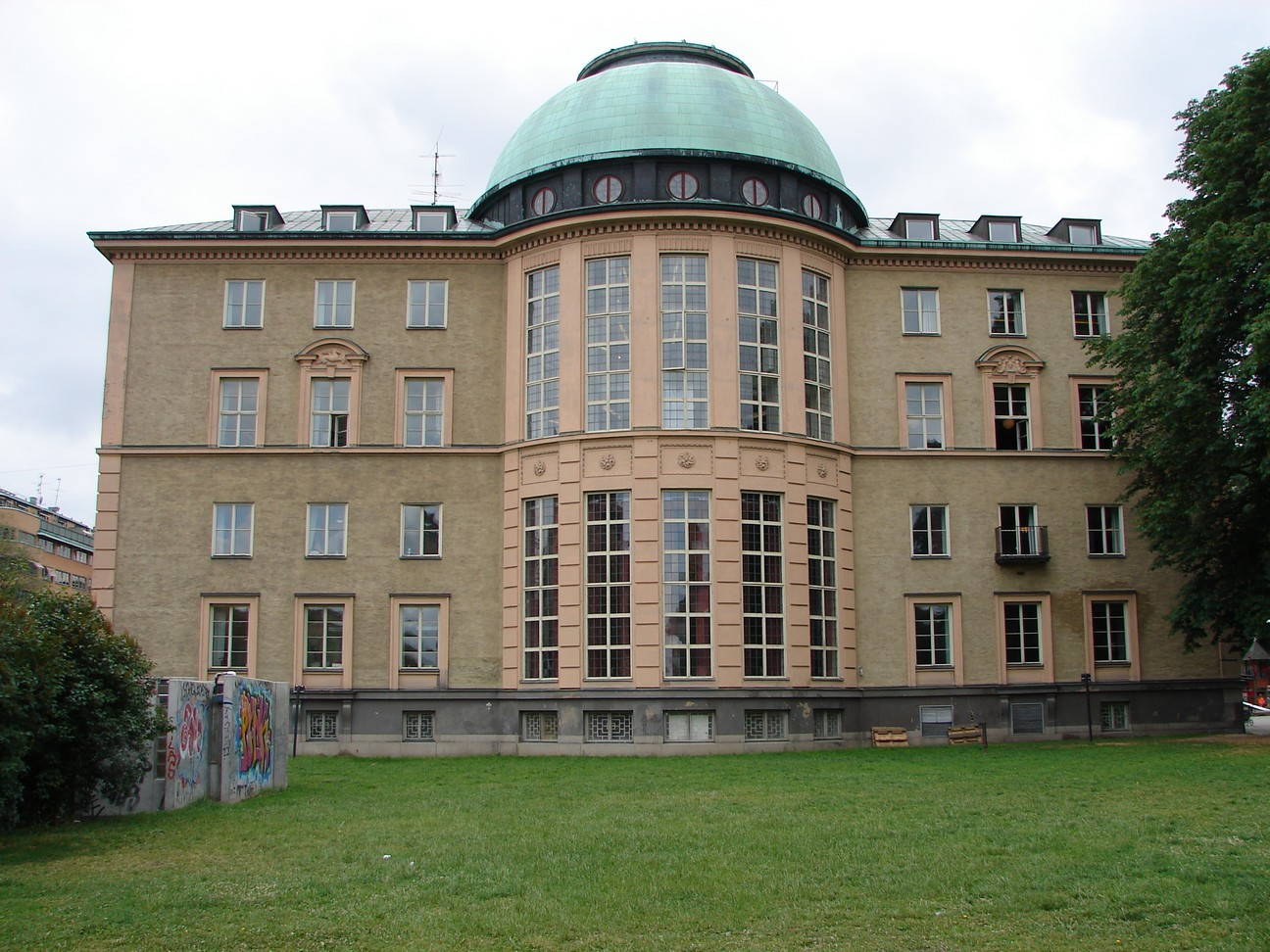
Gunnar Arpi var professor i ekonomisk geografi vid Handelshögskolan i Stockholm 1959–1968 och högskolans femte rektor 1963–1968.

Gunnar Arpi, född 4 februari 1919 i Hagfors, död 3 juli 1992 i Göteborg, var en svensk professor i ekonomisk geografi vid Handelshögskolan i Stockholm 1959–1968  och högskolans femte rektor 1963–1968. Som rektor var Arpi självskriven  ledamot av Handelshögskolan i Stockholms direktion. Arpis forskning var främst inriktad mot svenskt näringsliv. Han var professor i kulturgeografi vid Uppsala universitet 1968–1985.
Arpi var son till fil. lic. Ragnar Arpi och Eva Berg samt barnbarns barn till Fredrik Theodor Berg. Han gifte sig med Birgit Norlin (1924–2010) och fick fyra barn, Magnus (1950), Kerstin, Torsten och Jan. Ivar Arpi är hans sonson.
Arpi var författare av limerickar. Han är gravsatt i minneslunden på Uppsala gamla kyrkogård.

## Utmärkelser
- Kommendör av Nordstjärneorden, 3 december 1974.[7]

## Uppdrag
- Vice ordförande i Svenska Turistföreningen.
- Ordförande för konservativa studentföreningen Heimdal, och senare preses för Heimdals seniorskollegium.
- Inspektor för Värmlands nation, Uppsala.